# Qi Ying
Det här är en artikel om en person med kinesiskt personnamn; Qi är familjenamnet.
Qi Ying (förenklad kinesiska: 齐迎; traditionell kinesiska: 齊迎; pinyin: Qí Yíng), född 23 januari 1997, är en kinesisk sportskytt.

## Karriär
Vid VM 2018 i Changwon tog Qi silver tillsammans med Yang Yiyang och Liu Anlong i lagtävlingen i dubbeltrap. Vid asiatiska spelen 2022 i Hangzhou, som arrangerades 2023, tog han guld i trap samt brons tillsammans med Wang Yuhao och Guo Yuhao i lagtävlingen i trap.
Vid olympiska sommarspelen 2024 i Paris tog Qi silver i trap.